# Craspediopsis pallivittata
Craspediopsis pallivittata là một loài bướm đêm trong họ Geometridae.